# Género jocoso
Los géneros jocosos son una forma de humor verbal que sirve principalmente para el entretenimiento y la burla. Cortos y predominantemente orales, no suelen recogerse por escrito sino como parte de otras obras, más extensas.

## Clasificación
El folclorista Maxime Chevalier ha catalogado los principales que aparecen sobre todo en la literatura española del Siglo de Oro de sesgo más bien cortesano. Operan principalmente de dos maneras: por medio de la amplificatio o acumulación y por medio de la parodia.
Entre ellos figuran los motes o apodos equívocos; la jácara aguda de la literatura germanesca o de germanía; el retrato burlesco o caricatura; el chiste, chascarrillo o facecia; el disparate, rodomontada o exageración hiperbólica; el testamento jocoso; la bernardina; el cuento chino; el inventario heteróclito; el sinsentido o non sense; el mundo al revés o adynaton, con variantes como la paradoja del pecador; el encomion paradoxon o elogio paradójico; la pragmática paradójica y en general la parodia de documentos; la carta jocosa que reúne necedades; el pronóstico perogrullesco o perogrullada; la carta en refranes o frases hechas; el vejamen y la genealogía paródica. Quizá pueden añadirse modernamente el trabalenguas y, como aportación de las Literaturas de Vanguardia, la jitanjáfora y la greguería.